# دوشكو إيفانوفيتش
دوشكو إيفانوفيتش (بالصربية السيريلية: Душко Ивановић)‏ مواليد 1 سبتمبر 1957 في بييلو بوليي، جمهورية يوغوسلافيا الاشتراكية الاتحادية، هو مدرب كرة سلة مونتينيغري ولاعب معتزل. بدأ مسيرته الاحترافية في سنة 1980. يدرب فريق خيمكي. يبلغ طوله 6 قدم 5 بوصة (2.0 م). اعتزل اللعب في 1994.

## المسيرة الاحترافية
لعب مع نادي بودوشنوست لكرة السلة من سنة 1980 إلى 1987، ثم لعب مع نادي سانت جوسيب لكرة السلة في الدوري الإسباني من سنة 1990 إلى 1992، ثم لعب مع ليموج سي إس بي في الدوري الفرنسي في سنة 1992، ثم لعب مع فريق جرندة في موسم 1992–1993.

## روابط خارجية
- دوشكو إيفانوفيتش على موقع IMDb (الإنجليزية)
- دوشكو إيفانوفيتش على موقع الدوري الأوروبي لكرة السلة (الإنجليزية)
- دوشكو إيفانوفيتش على موقع الدوري الإسباني لكرة السلة (الإسبانية)
- دوشكو إيفانوفيتش على موقع بروبوليرز (الإنجليزية)
- دوشكو إيفانوفيتش على موقع سبورتس رفرنس (الإنجليزية)
- دوشكو إيفانوفيتش على موقع الدوري الإسباني لكرة السلة (الإسبانية)